# バルイクチ
バルイクチまたはバリクチ（キルギス語：Балыкчы、英: Balykchy）は、キルギスの町。同国北東部のイシク・クル湖の西端、北緯42度28分 東経76度11分 / 北緯42.467度 東経76.183度地点に位置し、標高1,900mで人口およそ4万人。ソビエト連邦時代には産業の中心（羊毛や農産物加工業）と交通の要衝（湖を使っての運送が可能で、ターミナル駅、幹線道路の交点があった）として栄えたが、ソ連崩壊後は大規模な産業施設が全て閉鎖に追い込まれ経済基盤のほとんどを失った。
ロシア統治時代の1909年から1993年まで、町の名はロシア語で漁場という意味のリバチェ（露: Рыбачье、Rybachye）だった。1990年代初頭になってソ連が弱体化してくると、町は近くの湖の名からイシク・クルと呼ばれるようになった。その直後にキルギスは独立を果たし、町の名はキルギス語で漁場という意味のバルイクチに改められた。
バルイクチはキルギスの首都ビシュケクから中国へ向かう道（古代のシルクロード）の中継地点になっている。バルイクチを過ぎると道はナルイン州に入るが、高山を越えるため中国国境のトルガルト峠まで険しい道が続く。そのためバルイクチから中国国境まで鉄道を敷設する計画が浮上し、協議が行われている（ビシュケク - バルイクチ間は既に建設されている）。その他にも東部のカラコルへ至る道としてイシク・クル湖の北を通る道路と南を通る道路の2路線があり、カラコルからその道をさらに東に行くとカザフスタン南東端のクンゲイ・アラタウという場所に通じる。

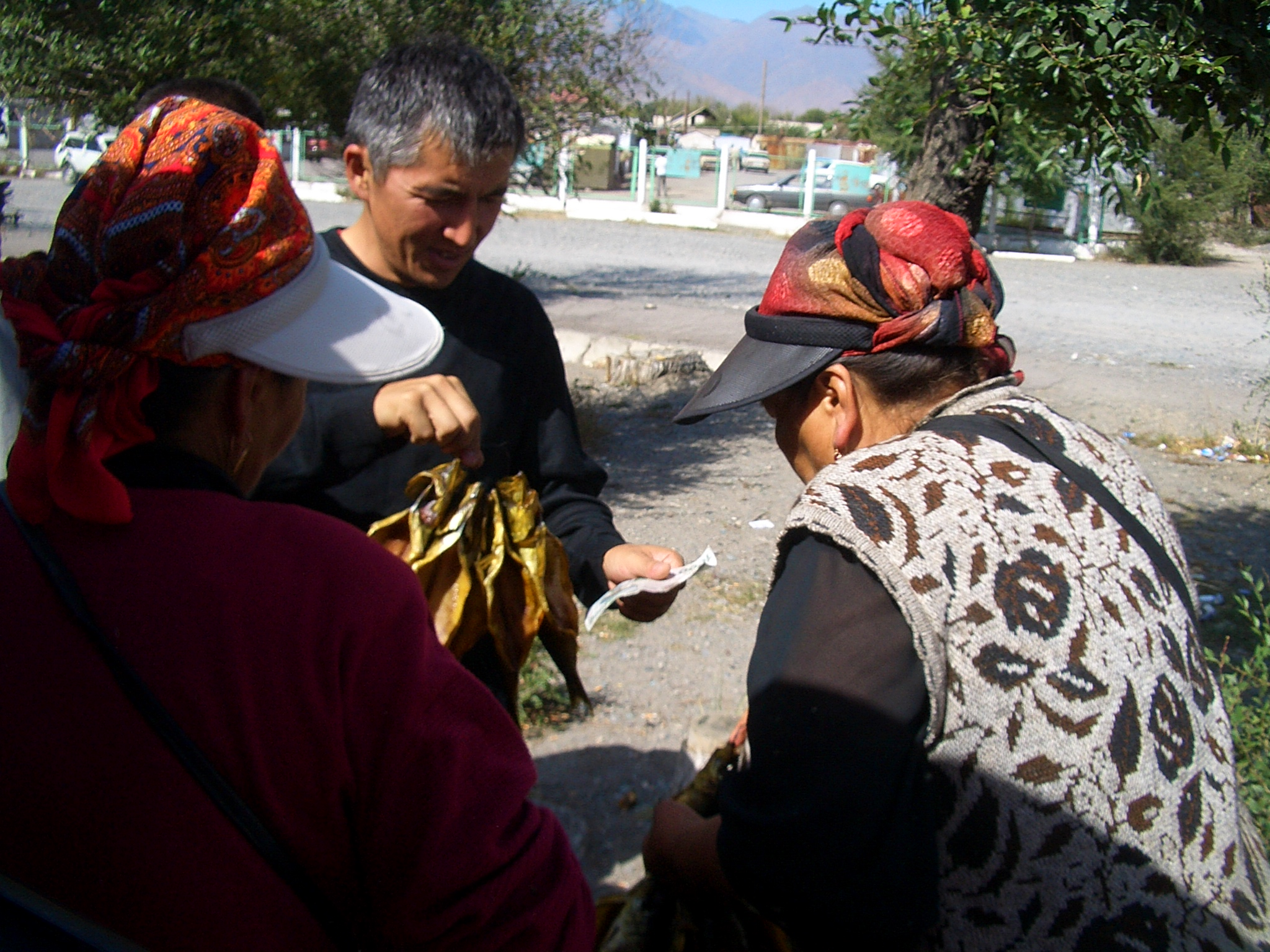
バスの乗客が魚売りの女性から干物を買っている